# 珍妮弗·马伦
珍妮弗·马伦（英語：Jennifer Marron，20世纪—），美国女子赛艇运动员。她曾代表美国参加世界赛艇锦标赛，获得一枚金牌和一枚银牌，其中金牌来自女子轻量级八人单桨有舵手项目，银牌则来自女子轻量级四人单桨无舵手项目。